# Vilmar Lourenço
Vilmar Lourenço (Santa Cecília, Santa Catarina, 4 de dezembro de 1956) é um advogado, empresário e político brasileiro.
Concorreu em 2012 a prefeito pelo PTB e a vice-prefeito pelo mesmo partido, ambas as duas disputas não se elegendo.
Nas eleições de 7 de outubro de 2018, foi eleito deputado estadual do Rio Grande do Sul na 55.ª legislatura, pelo Partido Social Liberal (PSL).